# Profunditat de penetració

La profunditat de penetració dels raigs X a l'aigua en funció de l'energia fotònica.

La profunditat de penetració és una mesura de la profunditat de la llum o qualsevol radiació electromagnètica que pot penetrar en un material. Es defineix com la profunditat a la qual la intensitat de la radiació a l'interior del material cau a 1/e (al voltant del 37%) del seu valor original a (o més pròpiament, just a sota) de la superfície.
Quan la radiació electromagnètica incideix a la superfície d'un material, es pot reflectir (en part) des d'aquesta superfície i hi haurà un camp que contindrà energia transmesa al material. Aquest camp electromagnètic interacciona amb els àtoms i electrons dins del material. Depenent de la naturalesa del material, el camp electromagnètic pot viatjar molt lluny al material o es pot extingir molt ràpidament. Per a un material determinat, la profunditat de penetració serà generalment una funció de la longitud d'ona.

## Llei Beer-Lambert
Segons la llei de Beer-Lambert, la intensitat d'una ona electromagnètica dins d'un material cau exponencialment de la superfície com{\displaystyle I(z)=I_{0}\,e^{-\alpha z}}
Si {\displaystyle \delta _{p}} denota la profunditat de penetració, tenim
{\displaystyle \delta _{p}={\frac {1}{\alpha }}}
La profunditat de penetració és un terme que descriu la desintegració de les ones electromagnètiques dins d'un material. La definició anterior es refereix a la profunditat {\displaystyle \delta _{p}} en què la intensitat o la potència del camp disminueix a 1/e del seu valor superficial. En molts contextos s'està concentrant en les mateixes magnituds de camp: els camps elèctrics i magnètics en el cas de les ones electromagnètiques. Atès que la potència d'una ona en un medi particular és proporcional al quadrat d'una quantitat de camp, es pot parlar d'una profunditat de penetració a la qual la magnitud del camp elèctric (o magnètic) ha disminuït a 1/e del seu valor superficial, i en aquest moment la potència de l'ona ha disminuït fins a {\displaystyle 1/e^{2}} o al voltant del 13% del seu valor superficial:
{\displaystyle \delta _{e}={\frac {1}{\alpha /2}}={\frac {2}{\alpha }}=2\delta _{p}}
Cal tenir en compte que {\displaystyle \delta _{e}} és idèntica a la profunditat de la pell, aquest últim terme s'aplica generalment als metalls en referència a la desintegració dels corrents elèctrics (que segueixen la decadència del camp elèctric o magnètic a causa d'una ona plana incident sobre un conductor a granel). La constant d'atenuació {\displaystyle \alpha /2} també és idèntica a la part real (negativa) de la constant de propagació, que també es pot anomenar {\displaystyle \alpha } utilitzant una notació incompatible amb l'ús anterior. Quan es fa referència a una font, sempre s'ha d'anar amb compte d'observar si un nombre com ara {\displaystyle \alpha } o {\displaystyle \delta } es refereix a la decadència del propi camp, o de la intensitat (potència) associada a aquest camp. També pot ser ambigu si un nombre positiu descriu l'atenuació (reducció del camp) o el guany; això sol ser obvi pel context.

## Constant d'atenuació
La constant d'atenuació d'una ona electromagnètica amb incidència normal sobre un material també és proporcional a la part imaginària de l'índex de refracció n del material. Utilitzant la definició anterior de {\displaystyle \alpha } (en funció de la intensitat) es manté la relació següent:
{\displaystyle \alpha /2={\frac {1}{\delta _{e}}}={\frac {1}{2\delta _{p}}}={\frac {\omega }{c}}\;\mathrm {Im} ({\tilde {n}}(\omega ))={\frac {2\pi }{\lambda }}\;\mathrm {Im} ({\tilde {n}}(\omega ))}
on {\displaystyle {\tilde {n}}} denota l'índex complex de refracció, {\displaystyle \omega } és la freqüència en radiants de la radiació, c és la velocitat de la llum en el buit i {\displaystyle \lambda } és la longitud d'ona. Tingues en compte que {\displaystyle {\tilde {n}}(\omega )} és molt una funció de la freqüència, com també ho és la seva part imaginària que sovint no s'esmenta (és essencialment zero per als dielèctrics transparents). El complex índex de refracció dels metalls també s'esmenta amb poca freqüència, però té la mateixa importància, donant lloc a una profunditat de penetració (o profunditat de pell {\displaystyle \delta _{e}}) donada amb precisió per una fórmula que és vàlida fins a les freqüències de microones.